# 犀牛石
22°12′22.7″N 114°13′3.3″E / 22.206306°N 114.217583°E

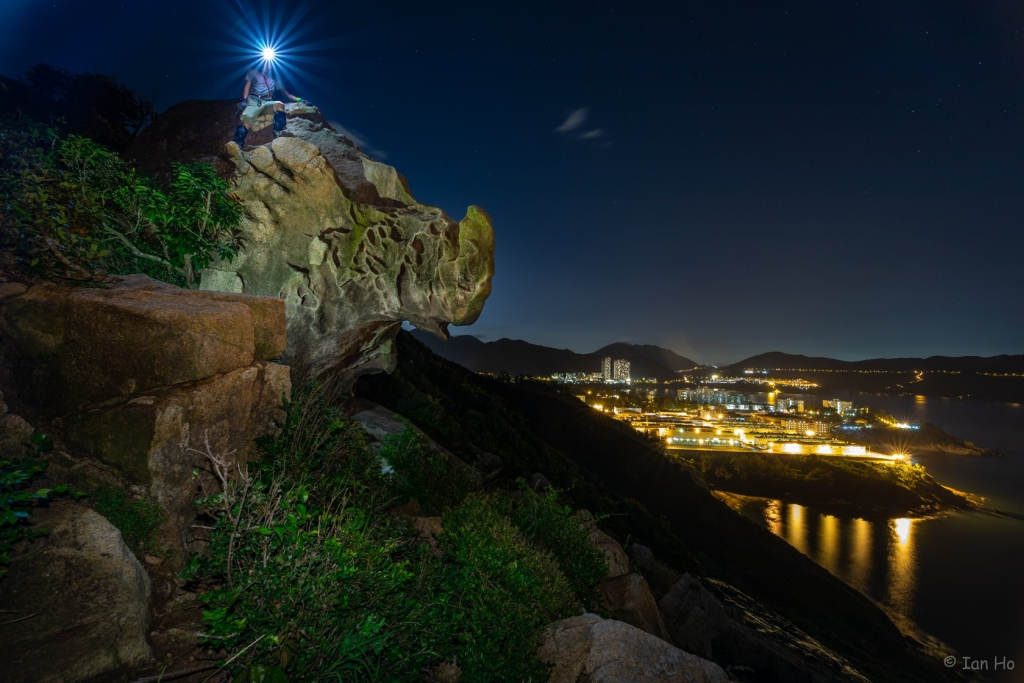
晚上的犀牛石，遠處是赤柱監獄

犀牛石（英語：Rhino Rock）位於香港赤柱半島的東面，面向羅洲的山坡位置，海拔約90多公尺，因外型甚似犀牛而得名。

## 外部連結
- OpenStreetMap上有關1676464182  犀牛石的地理